# Außenpolitik der Vereinigten Staaten
Die Außenpolitik der Vereinigten Staaten von Amerika pendelt traditionell zwischen zwei gegensätzlichen Strategien, dem Isolationismus und dem Internationalismus, obgleich erstere seit Ende des Zweiten Weltkrieges nicht mehr verfolgt worden ist.
Die USA sind für die Errichtung und den Fortbestand verschiedener intergouvernementeller Organisationen wie der Vereinten Nationen, der NATO, der Weltbank und des Internationalen Währungsfonds maßgeblich verantwortlich. Darüber hinaus agiert eine hohe Anzahl weltweit aktiver zivilgesellschaftlicher Akteure vom Territorium der Vereinigten Staaten aus.
Sowohl Prinzipien als auch Praxis der Außenpolitik der Vereinigten Staaten als seit dem Zerfall der Sowjetunion einzig verbleibende Supermacht mit globalen Interessen werden innenpolitisch und weltweit kontrovers diskutiert.
Seit Beginn des 19. Jahrhunderts haben die Vereinigten Staaten Interventionen zur Durchsetzung ihrer außenpolitischen Interessen in einer Reihe von Ländern durchgeführt (Siehe auch: Beteiligung der Vereinigten Staaten an Regierungswechseln im Ausland und Liste von Militäroperationen der Vereinigten Staaten).

## Geopolitische Ausgangslage
Die Außenpolitik der Vereinigten Staaten weist sowohl ideengeschichtlich als auch in praktischer Hinsicht einen starken Bezug zu geopolitischen Paradigmen auf. Diese sehen eine Einschränkung und Kanalisierung politischen Handelns durch geographische und topographische Eigenschaften des Erdballs als gegeben an, und versuchen, diese zu erklären. Geopolitische Legitimations- und Interpretationsmuster stellen eine Konstante des außenpolitischen Diskurses in den USA dar, sind jedoch nicht umfassend anerkannt und vor allem in idealistischen Theorien der Außenpolitik umstritten. Der amerikanische Diskurs spiegelt den internationalen wider, in dem staatstragende und praktisch nutzbare geopolitische Erkenntnisse überwiegen, kritische Ansätze jedoch an Bedeutung gewinnen.
Geopolitische Erwägungen fanden ab dem 19. Jahrhundert Einzug in die außenpolitische Diskussion und speisten sich zunächst aus militärischen Kreisen. Einer breiteren Öffentlichkeit wurde in diesem Rahmen die Schrift The Influence of Sea Power upon History des Marineoffiziers Alfred Thayer Mahan bekannt, die er 1890 veröffentlichte. Anhand des Beispiels des britischen Weltreiches regte Mahan die Ausrichtung der Vereinigten Staaten zur Seemacht an. Sein Werk beeinflusste das Denken des späteren Präsidenten Franklin D. Roosevelt maßgeblich.
Im 20. Jahrhundert setzte ein zunehmend ziviler geopolitischer Diskurs ein. Zur Zeit des Kriegseintritts der Vereinigten Staaten in den Zweiten Weltkrieg auf den Angriff auf Pearl Harbor hin vervollständigte der Politikwissenschaftler Nicholas J. Spykman sein Werk America’s Strategy in World Politics, der mangels einer effektiven Präsenz der Vereinigten Staaten zur See und in Ländern jenseits des Atlantiks und des Pazifiks mit Ausnahme der Philippinen die Verwundbarkeit des Territoriums der Vereinigten Staaten postulierte. Spykman selbst griff dabei auf Ideen des britischen Geographen Halford Mackinder zurück.
Die Diskussion und Vertiefung geopolitischer Theorien hielt durch den Kalten Krieg hindurch an und wird weiterhin fortgesetzt. So veröffentlichte Zbigniew Brzeziński, ehemaliger Nationaler Sicherheitsberater Jimmy Carters, im Jahre 1997 eine einflussreiche Gesamtkonzeption geopolitischer Handlungsanweisungen in seinem Buch The Grand Chessboard (deutsch: „Die einzige Weltmacht“), worin er Spykmans Forderung nach einem „fernöstlichen Anker“ (Far Eastern Anchor) bekräftigte. Weitere wichtige zeitgenössische geopolitische Theoretiker sind beispielsweise Henry Kissinger oder Colin Gray.

## Geschichte
Die ungefähren Leitlinien der zukünftigen US-Außenpolitik entstanden bereits in der Gründungsphase der Vereinigten Staaten. Nach der Unabhängigkeit von der britischen Krone und fehlgeschlagenen Eroberungsversuchen zukünftig kanadischer Gebiete im Britisch-Amerikanischen Krieg von 1812 suchten die USA die Aussöhnung mit den ehemaligen Kolonialherren. Dies gelang zum Teil, so dass die USA schwankten zwischen der Annäherung an Großbritannien oder aber an Frankreich, mit dem freundliche Beziehungen bestanden und das die USA gegen Großbritannien unterstützt hatte. Generell hielt sich die damalige US-Politik von europäischen Konfliktherden fern und konzentrierte sich auf die kontinentale Expansion und Integration.
Nach der Unabhängigkeitserklärung mehrerer spanischer Ex-Kolonien verkündeten die Vereinigten Staaten die Monroe-Doktrin, die die europäischen Mächte zur Nichteinmischung auf den beiden amerikanischen Kontinenten mahnte. Die kontinentale Expansion der USA führte zu Kriegen mit Mexiko, zu Spannungen mit Großbritannien wegen Oregon und mit Spanien wegen Florida und später auch Kuba. Während des Bürgerkrieges beschuldigten die USA Großbritannien und Frankreich, die Konföderation zu unterstützen. Zusätzlich wurde Frankreich der unlauteren Einflussnahme in Mexiko bezichtigt. Am 8. Mai 1871 schlossen die USA mit Frankreich den bisher weitreichendsten Vertrag zwischen den beiden Staaten, der Streitfragen ausräumte, die in und nach der Kriegsphase entstanden waren. Währenddessen waren die Erwartungen der amerikanischen Regierung auf einen Rückgang des französischen Einflusses in Mexiko von Erfolg gekrönt. Die Regierung Napoleons III. kam durch die Besetzung Mexikos zunehmend in finanzielle Bedrängnis. Bis 1867 wurden 40.000 französische Soldaten abgezogen, und Maximilian, Statthalter Napoleons III. in Mexiko, wurde trotz gegenteiliger Bemühungen durch den Außenminister der USA hingerichtet. Seitdem Großbritannien seit 1815 auf die militärische Rückeroberung der amerikanischen Gebiete verzichtet hatte, war die militärische Dominanz der US-Streitkräfte auf dem Kontinent nur von den Indianern stets angefochten worden.
Ab dem Beginn des 20. Jahrhunderts änderte sich die Interpretation der Monroe-Doktrin durch die Ergänzungen des Präsidenten Theodore Roosevelt entscheidend: Von nun an erhoben die Vereinigten Staaten offen Anspruch auf die Hegemonie in der westlichen Hemisphäre. Sie versuchten, den noch bestehenden europäischen Einfluss insbesondere in Lateinamerika zu brechen. Wenn sie es für opportun hielten, intervenierten sie in Süd- und Mittelamerika und installierten oft Marionettenregierungen. Der Bau des Panamakanals und die Pachtung der Kanalzone war eine der entscheidenden Voraussetzungen für die weiteren Expansionsbestrebungen Washingtons im atlantischen wie im pazifischen Raum.
Die zunehmende Erschließung und rasch voran schreitende Industrialisierung der Vereinigten Staaten münzte die Regierung in außenpolitischen Einfluss um, den sie vor allem auf die Etablierung von Handelsabkommen richtete. Sie besetzten vor allem Territorien im Pazifischen Ozean wie Hawaii und die Philippinen und erzwangen (zusammen mit europäischen Mächten) die zunehmende Öffnung Japans und Chinas.
Im Ersten Weltkrieg traten die USA aufseiten der Entente ein, verbündeten sich jedoch nicht mit deren Mitgliedern, da sie sich nicht mit deren Ambitionen auf einen Siegfrieden identifizierten. Vielmehr sahen sie in diesem Konflikt einen „Krieg, der das Kriegführen beenden“ sollte (The war to end all wars). Von diesem Gedanken war auch das 14-Punkte-Programm des Präsidenten Woodrow Wilson inspiriert, welches die Herstellung einer spannungsfreien Ordnung in Europa unter Betonung des Selbstbestimmungsrechts der Völker und des freien Handels vorsah.
Nach dem Krieg isolierten sich die Vereinigten Staaten zunehmend und bewusst von europäischen Angelegenheiten. Dementsprechend konnte Präsident Franklin D. Roosevelt die Bevölkerung erst nach dem japanischen Angriff auf Pearl Harbor von einem Eintritt ihres Landes in den Zweiten Weltkrieg überzeugen, der dann schließlich zum Sieg der Alliierten führte. Infolge der bis dorthin ungekannten Schrecken dieses globalen Konflikts (insbesondere der Atombombe) wurden die Vereinten Nationen gegründet; die USA wurden eines von fünf ständigen Mitgliedern des UN-Sicherheitsrates. Die Idee zu dieser Organisation beruhte auf der Atlantik-Charta, die dem 14-Punkte-Programm Wilsons ähnelte. Aus der Zeit des Zweiten Weltkriegs stammen auch die „besonderen Beziehungen“ (special relationship), die die USA zum Vereinigten Königreich unterhalten.
Im Kalten Krieg, der sich bereits gegen Ende des Zweiten Weltkriegs abzeichnete, strebten die Vereinigten Staaten in der Containment-Politik die Eindämmung der sowjetischen Machtfülle und letztlich ihre Auflösung an. Dies führte zum Koreakrieg, zum Vietnamkrieg und zur Öffnung der Volksrepublik China. Durch die Konzentration auf das atomar bedingte „Gleichgewicht des Schreckens“ mussten die USA um Unterstützung für ihre Seite werben und boten anderen Ländern Kooperation im Rahmen vielfältiger multinationaler Organisationen an. Die NATO garantierte West- und Mitteleuropa Sicherheit, das Allgemeine Zoll- und Handelsabkommen (GATT), aus dem später die Welthandelsorganisation hervorging, bot den Partnern Handelsvorteile.
Mit der Kubakrise wurde ein Nuklearkrieg unter direkter Beteiligung der beiden Großmächte so wahrscheinlich wie zu keinem anderen Zeitpunkt des Ost-West-Konflikts. Sowjetische Atomwaffen bedrohten vom erst seit kurzem kommunistisch dominierten Kuba aus erstmals das Territorium der USA. Präsident John F. Kennedy gelang es, diese Gefahr durch wechselseitigen Abbau von Atomraketen zu bannen.
Aufgrund der Dominotheorie befürchteten die USA einen Übergang der Länder Südostasiens in den Ostblock. Dies führte zur allmählichen Verwicklung des Landes in den Vietnamkrieg. Weil die USA ihre militärische Überlegenheit nicht in politische Erfolge ummünzen konnten, wurden sie letztendlich geschlagen, sodass sich der Verlust des Krieges für sie zu einer militärischen und innenpolitischen Zäsur entwickelte. Eine außenpolitische Konstante der Vereinigten Staaten stellt deren breite moralische, militärische (etwa im Kyl-Bingaman Amendment 1997), politische und wirtschaftliche Unterstützung für den Staat Israel seit dessen Gründung 1948 und im Besonderen seit dem Sechstagekrieg 1967 dar.
Trotz starker antikommunistischer Überzeugungen betrieb US-Präsident Richard Nixon größtenteils eine Entspannungspolitik. Dazu gehörte v. a. die teilweise als sensationell empfundene Belebung der diplomatischen Beziehungen zur Volksrepublik China, die aufgrund deren Unterstützung Nordkoreas im Koreakrieg deutlich abgekühlt waren. Außerdem bemühte sich Nixon um Abrüstung und unterstützte die deutsche Ostpolitik.
Die Amtszeit Jimmy Carters war geprägt vom Einmarsch der Sowjetunion in Afghanistan und vom Zusammenbruch der amerikanischen Präsenz in Persien durch die Islamische Revolution im Jahre 1979, aus der sich eine Geiselnahme in der amerikanischen Botschaft in Teheran entwickelte. Der Befreiungsversuch scheiterte und trug stark zu Carters Abwahl bei.
Mit dem 1981 als Präsident angetretenen Ronald Reagan gingen die Vereinigten Staaten wieder auf Konfrontationskurs zur Sowjetunion, die dieser als „Reich des Bösen“ (Evil empire) bezeichnete. Seine erfolgreiche Wirtschaftspolitik ermöglichte ihm eine beispiellose Vergrößerung des Verteidigungshaushalts. Vor allem Reagans Weltallverteidigungs- und sein „Marine der 600 Schiffe“-Programm suchten einen endgültigen militärischen Vorteil gegenüber der Roten Armee. Aufgrund innerer Unzulänglichkeiten, aber auch wegen der Unmöglichkeit, das Wettrüsten mit den USA weiter durchhalten zu können, brach die Sowjetunion Anfang der 1990er-Jahre zusammen. Amerikanische Interessen, die sich unterdessen weltweit manifestierten und Bahn brachen, schienen damit erstmals jedweder ernsthaften Konkurrenz entzogen.
Die Invasion Kuwaits durch irakische Truppen 1990 führte zum Zweiten Golfkrieg und in der Folge zur Eindämmung der Macht des allerdings weiter von Saddam Hussein diktatorisch regierten Irak durch eine internationale Koalition unter Führung der USA (We haven't finished the job). Präsident George Bush rief vor dem Hintergrund des (vermeintlichen) US-amerikanischen Sieges und des Zusammenbruchs des Ostblocks eine „neue Weltordnung“ aus.
Bill Clinton, der Bush 1992 als Präsident ablöste, setzte in der Außenpolitik andere Akzente und verschrieb sich der Umsetzung internationaler Abkommen. Allerdings konnte er sich der Verantwortung, die mit der konkurrenzlosen Machtfülle der „einzig verbliebenen Supermacht“ einhergingen, nicht entziehen, sodass unter seiner Führung zahlreiche militärische Interventionen stattfanden. Das erste größere Nation-building-Experiment in Somalia scheiterte, und Clinton ließ den Sudan und den Irak bombardieren.
Zur Beendigung des Jugoslawienkrieges und der damit verbundenen Völkermorde („ethnische Säuberungen“) auf dem Balkan griffen die USA ein.
Die Terroranschläge am 11. September 2001 galten sogleich als eine Zäsur in der US-amerikanischen Außenpolitik: George W. Bush läutete den „Krieg gegen den Terror“ ein, in dessen Namen die Taliban in Afghanistan noch im selben Jahr gestürzt wurden. Am 29. Januar 2002 fügte er den Begriff „Achse des Bösen“ in den politischen Diskurs ein. Mit diesem Begriff erklärte Bush die Staaten Irak, Iran und Nordkorea zu den Staaten, die vorrangig bekämpft werden müssten, da sie Massenvernichtungsmittel entwickelten. Die im September 2002 verkündete National Security Strategy fasst das Grand Design der US-amerikanischen Außenpolitik prägnant zusammen. Die Möglichkeit, auch präemptiv einzuschreiten, steht im Mittelpunkt der Kritik an der Bush-Doktrin. Das Recht, unilateral und präemptiv einzugreifen, um eigene Interessen zu schützen, gehört zu den elementaren Grundsätzen amerikanischer Außenpolitik.
Die Vorbereitungen des Irakkrieges sind als Wendepunkt internationaler Beziehungen zu sehen. 2002/03 bewirkte die unilaterale US-Außenpolitik die Irak-Krise 2003 in Europa.
Die Ära George W. Bush war geprägt durch umfassende hegemoniale Ansprüche selbst bis in den Weltraum (National Space Policy), gerechtfertigt u. a. als „wohlwollender Imperialismus“ (benevolent imperialism), durch zum Teil offenen Unilateralismus, durch Geringschätzung des als veraltet kritisierten Völkerrechts und seiner Institutionen, allen voran der Vereinten Nationen, sowie durch eine damit verbundene weltumspannende Präsenz (auch und besonders in Staaten des ehemaligen sowjetischen Machtbereichs in Osteuropa und Zentralasien; s. NATO-Osterweiterung), was – speziell in Bezug auf die militärische Komponente – vielfach in Befürchtungen einer Überdehnung des Imperiums (imperial overstretch) mündete. Die konfrontative Außenpolitik fand vor allem im Bereich des Neokonservatismus in den USA ihre Befürworter.
Am 21. Juni 2019 soll Präsident Donald Trump einen Angriff auf den Iran befohlen haben, den er zehn Minuten vor Ausführung des Befehls zurückgenommen haben soll. Ihm sei es erst zu diesem Zeitpunkt als „unverhältnismäßig“ erschienen, 150 Menschen als Vergeltung für den Abschuss einer Drohne der USA durch den Iran zu töten. In einem Artikel der „Zeit“ bewerten Erich Follath, Georg Mascolo und Holger Stark
im September 2019 die Auseinandersetzungen mit dem Iran als den „gefährlichsten Konflikt[…] der Gegenwart“, da es kaum einen brisanteren Vorgang gebe als den der unkontrollierten Verbreitung von Atomwaffen, und das in einer Region, in der die Existenz des Staates Israel auf dem Spiel stehe.
Nach dem Beginn der Amtszeit von Joe Biden verbesserten sich die unter Trump stark angespannten translatlantischen Beziehungen wieder. Der Trend zur stärkerer Betonung wirtschaftlicher Interessen der USA gegenüber dem Ausland wurde allerdings auch unter Biden zu Beginn von dessen Amtszeit teilweise weitergeführt. Nach der russischen Invasion der Ukraine 2022 verhängten die USA Sanktionen gegen Russland und unterstützen die Ukraine mit umfangreichen militärischen und wirtschaftlichen Hilfen. Im September 2022 versprach Biden, dass die USA Taiwan im Falle eines Angriffs der Volksrepublik China verteidigen werden.
Während der zweiten Präsidentschaft von Donald Trump, verkündete dieser am 2. April 2025 einen Basiszoll von 10 Prozent für Importe und unterschrieb dazu ein entsprechendes Dekret.

### Institutionen

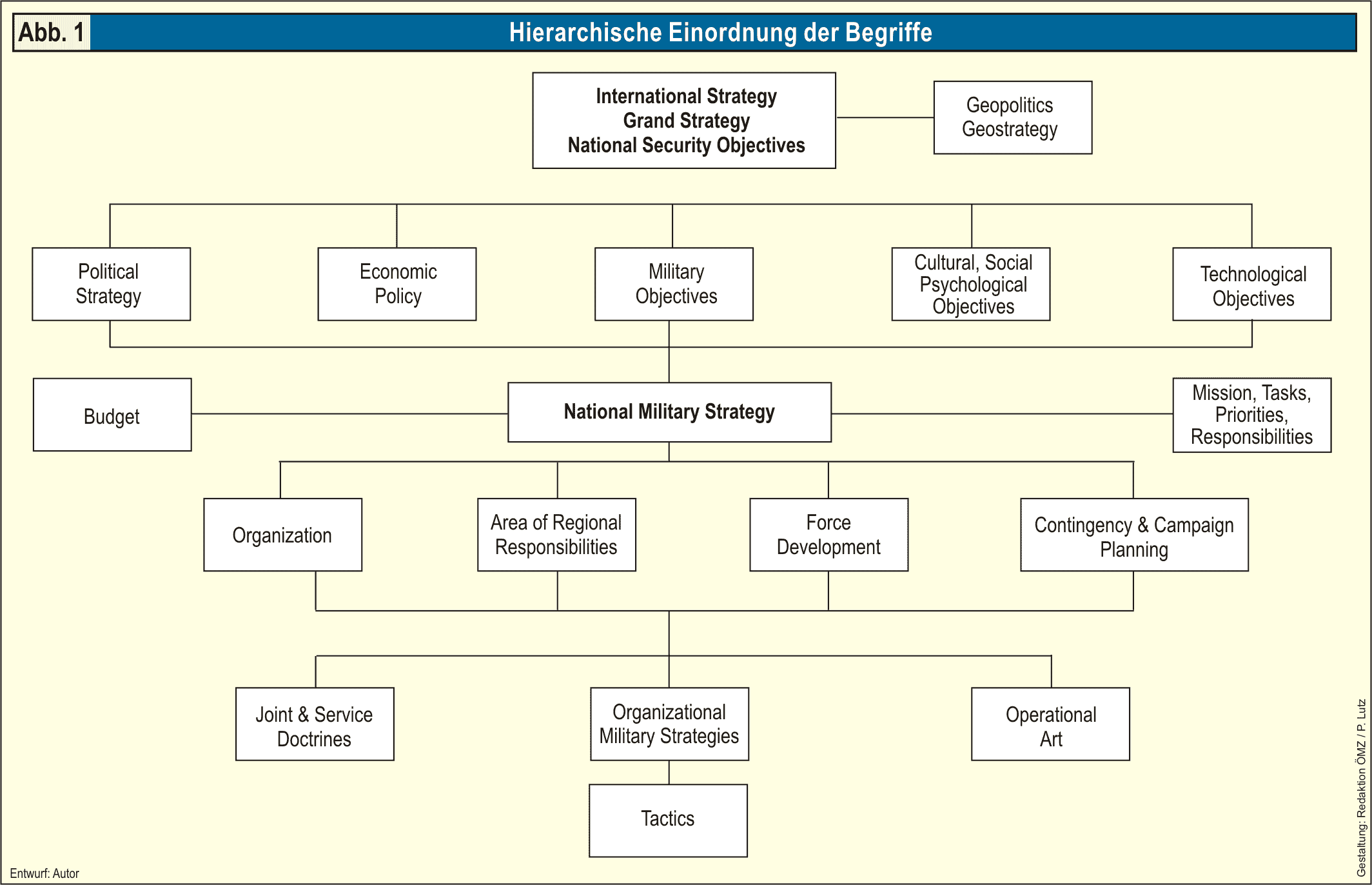
Organigramm der Sicherheitspolitik der Vereinigten Staaten

### Institutionen: Militär und Geheimdienste

Territoriale militärpolitische Aufteilung des Erdballs durch die Streitkräfte der Vereinigten Staaten. Das AFRICOM soll ab 2008 operationsfähig sein.